# Апологія
Аполо́гія (від грец. απολογια — виправдання, вихваляння) — промова або письмовий твір на захист якоїсь особи або думки, теорії. З пізньолатинської ‘’захист, виправдання’’, з грецької від apologeisthai ‘’виступати на захист’’. Передбачається, що об'єкт апології піддається зовнішнім нападкам.
1. Пояснення, в якому описують обставини, причини, що дають змогу виправдати, пробачити когось;
2. Обґрунтування певного зізнання, докази в його користь;
3. У психології це спроба спростування, зречення (дезавуювання) своїх дій в очах оточення;
4. Апологія – це твердження, в якому особа захищає те, у що сильно вірить, наприклад, спосіб життя, поведінку людини чи філософію;
5. Тепер слово ‘’апологія’’ означає надмірне вихваляння чогось або когось, захист (зазвичай упереджений);

Поняття популяризував Дж. Н. Ньюман завдяки твору ‘’Apologia pro Vita Sua’’(1864). 

## Походження і розвиток поняття
Походить від кореня слова apologos (словесний захист, аргументоване твердження). Грецькою мовою під апологією мають на увазі промову, яку обвинувачений виголошував у суді, заперечуючи висунуті проти нього звинувачення. У Платона апологія була добре продуманим виправданням на висунуті обвинувачення проти Сократа. В Апології Платона Сократ виправдовує висунуті проти нього звинувачення завдяки прямоті та чесності. Однойменні твори «Апологія Сократа» у Платона й у Ксенофонта є двома варіантами захисної промови Сократа. Відомі також «Апологія» Апулея (той захищався від звинувачень у чаклунстві) й апології ритора Лібанія. У класичній грецькій мові апологію визначають як ‘’аргументовану відповідь"; ‘’продуману відповідь’’ на висунуті звинувачення’’, як у Сократа.
Апологети другого століття вибрали цей термін, бо вони хотіли показати, що звинувачення, висунуті проти християн, були необґрунтованими та що істини, які сповідувала їхня віра, можна було описати й захистити. Це «вибачення» було присвячене римському імператору, який, звісно, не читав його. [Макс Л. Стакхаус, «Апологія», 1988].
Початкове значення в англійській  як «самовиправдання» привело до значення «відверте вираження почуття провини через здійснення неправильних вчинків», що вперше було записане в 1590-х роках, але в цьому сенсі воно не було основним до 18 ст. Словник Джонсона визначає його як ‘’захист; виправдання’’ і додає: «Апологія зазвичай означає виправдання, і має тенденцію швидше пом'якшувати провину, ніж доводити невинність», що може вказувати на часткову зміну сенсу. Старий сенс мав тенденцію зміщуватись до латинської форми апології, що відома з ранніх християнських писань на захист віри. Апологетом називають того, хто говорить або пише на захист чого-небудь, «захисник християнства».
Найбільш раннє використання апології в англійській мові походило від грецького значення «промова на захист». В 1590 році з'явилось паралельне значення, що означало ‘’відверте вираження розкаяння’’. Цей паралельний сенс пов'язаний із вибаченням помилково, але до 18 століття він поступово почав переважати у вжитку, поки більш давнє латинське значення не з'явилось у записах знову у 1784. Наступне значення стало домінувати завдяки публікації впливової роботи Apologia pro Vita Sua у 1865 році.

## Християнство
Під апологією в християнстві розуміють захист християнської віри від зовнішніх нападів. У широкому сенсі так називається будь-який текст, який захищає християнство, у вузькому - текст раннього християнства. Автора апології називають апологетом, а науку про захист (мистецтво захисту) християнської релігії - апологетикою.
У ранній християнській літературі відомо безліч апологетичних творів, що захищають християнство і спрямованих проти його гнобителів. Такі твори в сучасних історико-церковних текстах називаються апологіями, а найчастіше вони одразу мали цю назву. Апологетами називаються насамперед ранньохристиянських письменників, головним чином II-III століть.
Апології розрізняють за мовою, якою їх написано.
Найзначущі апологети: 
- Грецькі апологети: Кодрат Афінський, Арістід Афінський, Юстин Мученик, Татіан, Афінагор Афінський, Теофіл Антіохійський, Мелітон Сардійський, Арістон Пельський, Климент Александрійський, Оріген.
- Латинські апологети: Тертуліан, Мінуцій Фелікс.

Останнім апологетом був Феодорит Кирський (V ст.)

### Апології, звернені до римської влади
Зміст і форма апології залежала від того, який аспект християнського вчення піддавався нападкам і з чийого боку. Першою переслідувала християнство язичницька давньоримська державна влада, і тому перші апології на початку II століття мали форму політичної публіцистики (політичних трактатів), звернених до римських імператорів і правителів.

### Полеміка проти юдеїв
Через якийсь час автори апологій стали звертати їх проти полемічних творів юдеїв і язичників. Вихідним пунктом антиюдейської полеміки служив Старий Завіт, який визнавали обидві сторони. З опорою на нього доводили тезу: Ісус Христос дійсно був обіцяним в старозавітних пророцтвах Месією.
Проти юдеїв написані такі апології:
- Юстин Мученик. Діалог з Трифоном Юдеєм.
- Тертуліан. Проти юдеїв.

### Полеміка проти античної релігії та філософії
Боротьба з античним язичництвом і античною філософією була однією з головних цілей ранньохристиянської апологетики. Спочатку християни захищалися від звинувачень в атеїзмі (відмову від вшанування богів), аморальності і відмову від підпорядкування державі. Потім апології переходять від захисту до звинувачення супротивної сторони (язичництва). Вони починають доводити безсилля язичницьких богів, аморальність змісту античної міфології, аморальність культу античної релігії, суперечливість філософських вчень. З чого робиться висновок про перевагу християнської релігії над античною релігією і філософією: одне тільки християнство володіє істиною, знанням істинного Бога і наставляє на служіння Богу, яке веде до порятунку.
Деякі апологети захищають християнство від певних філософських вчень:
- Оріген "Проти Цельса" – праця є науково добросовісним компендіумом фактів, що свідчить про боротьбу язичництва, що вже почало відходити в минуле, з ще невизнаним християнством, яке, проте, швидко набирало сили.

- Тертуліан "Про душу" – у цьому творі Тертуліан обґрунтував вчення про душу, спираючись на спільний для всіх людей досвід свідомості і його необхідні вияви.

В апологетичних текстах викладено основи християнського богослов'я, зокрема Теофіл Антіохійський і Тертуліан ввели термін ‘’Трійця’’.
Після того, як християнство перемогло язичницьку релігію і переробило античну філософію і в IV столітті стало державною релігією, апологетична література поступово зникла через непотрібність. Місце апологетичних творів зайняли полемічні (наприклад, полеміка проти єресей).

## Apologia pro Vita Sua
Джона Генрі Ньюмена вважали головним релігійним діячем ще до того, як він написав своє визначне есе ‘’Apologia pro Vita Sua’’. Тлом для есе послужила гостра богословська суперечка в середині століття. Ньюмен та інші англіканці закликали англіканську церкву повернутися до більш ранніх, більш дисциплінованих традицій та авторитарної ієрархії. Заворухи в період з 1833 до 1841 привели Ньюмена та його союзників з Оксфордського руху до публікації заяви, ‘’Tracts for the Times’’, одним з авторів якої був Ньюмен. Напруження завершилось відставкою Ньюмена в 1845 році в якості англіканського вікарія Святої Марії. 
Одним із суперників Ньюмена був англіканець Чарльз Кінґслі з партії ‘’Всеосяжна церква’’, який відреагував на від’їзд Ньюмена письмовими атаками, в яких він ставив під сумнів правдивість та честь Ньюмена. Відповіддю Ньюмена була плавна, майже поетична проза ‘’Apologia Pro Vita Sua’’, що пропонує духовний автобіографічний захист на обвинувачення Кінґслі. Зрештою, англікани та католики дуже добре прийняли книгу, вона вплинула на звернення суспільної уваги на користь Ньюмена. Книга стала бестселером, її досі передруковують. Через два роки після публікації Ньюмена висвятили римські католики і згодом він став одним із головних представників католицизму в Англії. 

## Сучасний аналіз
В ‘’The Evolution of the Rhetorical Genre of Apologia’’ Шарон Дауні стверджує, що апологія значно змінилась, бо і її функція змінювалась протягом усієї історії. 
Термін аполоґія широко використовувався в українській полемічній літературі 16—17 століть. Нині цей термін більше не вживають для визначення окремого літературного жанру.